# Стрімкість
У теорії відносності стрімкість (від англ. rapidity) використовується як міра релятивістської швидкості. Математично стрімкість можна визначити як гіперболічний кут між двома системами відліку, що рухаються одна відносно одної, де кожна система відліку це система координат простору та часу.
Для одновимірного руху стрімкості є адитивними, тоді як швидкості повинні складатися за формулою додавання швидкостей. Для малих швидкостей стрімкість і швидкість пропорційні, але для більших швидкостей стрімкість набуває більших значень. Стрімкість світла, зокрема, нескінченна.
Стрімкість w, що відповідає швидкості v, дорівнює w = arth(v / c), де c — швидкість світла, arth — ареатангенс (обернений гіперболічний тангенс). Для малих швидкостей, w приблизно дорівнює v / c. Оскільки в теорії відносності будь-яка швидкість v обмежена інтервалом −c < v < c, співвідношення v / c задовольняє −1 < v / c < 1. Область визначення ареатангенса це інтервал (−1, 1), а область значень це вся дійсна пряма; тобто інтервал −c < v < c відображається на −∞ < w < ∞.

## Історія
У 1908 році Герман Мінковський показав, що перетворення Лоренца можна розглядати як гіперболічний поворот просторово-часових координат, причому кут цього повороту й називають стрімкістю. Таким чином, кожній стрімкості відповідає певне перетворення Лоренца. Цей кут представляє (у випадку одного просторового виміру) просту адитивну міру відносної швидкості двох систем відліку. Параметр стрімкості, як заміна швидкості, був введений у 1910 році Владіміром Варічаком та Е. Т. Віттакером. Параметр був названий стрімкістю (англ. rapidity) Альфредом Роббом (1911), і цей термін почав використовуватися багатьма авторами, такими як Зільберштайн (1914), Морлі (1936) і Ріндлер (2001).

## Площа гіперболічного сектора

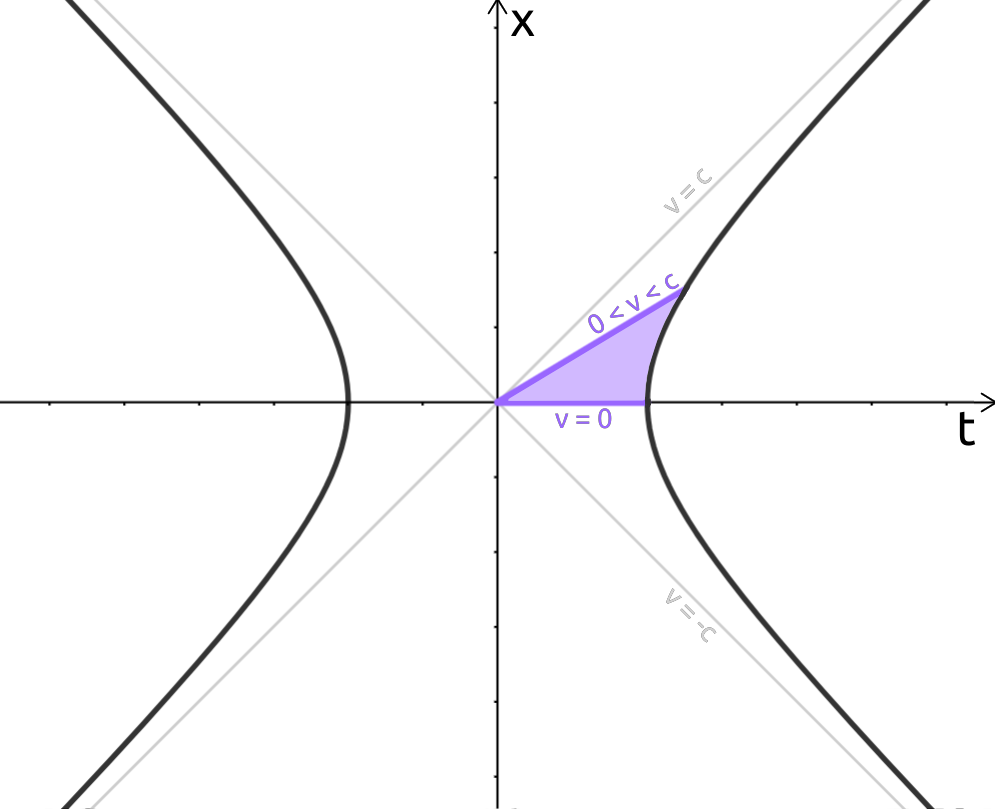
Просторово-часова діаграма, що ілюструє стрімкість та швидкість, що їй відповідає.

Стрімкість {\displaystyle w} можна інтерпретувати як подвоєну площу гіперболічного сектора на діаграмі, що зображує одиничну гіперболу {\displaystyle t^{2}-x^{2}=1}, і є нічим іншим як графіком залежності єдиної просторової координати {\displaystyle x} від часу {\displaystyle t} (приймаємо систему одиниць, де {\displaystyle c=1}). Відрізок з початку координат до кожної точки на гіперболі відповідає певній швидкості. Наприклад, відрізок з початку координат до точки {\displaystyle (1,0)} відповідає нульовій швидкості, бо координата {\displaystyle x} не змінюється протягом усього відрізку. Асимптоти {\displaystyle x=\pm t} ж є іншим крайнім випадком, коли швидкість досягає {\displaystyle c} (у цьому випадку стрімкість {\displaystyle w} буде нескінченна, бо площа відповідного гіперболічного сектора є нескінченна). Варто також зазначити, що коректність такої інтерпретації випливає з факту, що гіперболічний кут (чим за визначенням і є стрімкість) сектора гіперболи дорівнює подвоєній площі цього сектора.
Альтернативно, можна розглядати гіперболу {\displaystyle xy=1}, асимптотами якої є осі координат. Така діаграма еквівалентна розглянутій вище, але є повернута на {\displaystyle 45^{\circ }} проти годинникової стрілки. Точка, що відповідає стрімкості {\displaystyle w} на такій гіперболі, задаватиметься як {\displaystyle (e^{w},\ e^{-w})}.

## В одному просторовому вимірі
Стрімкість w виникає в лінійному представленні буста (перетворення) Лоренца у вигляді добутку матриці та вектора
{\displaystyle {\begin{pmatrix}ct'\\x'\end{pmatrix}}={\begin{pmatrix}\cosh w&-\sinh w\\-\sinh w&\cosh w\end{pmatrix}}{\begin{pmatrix}ct\\x\end{pmatrix}}=\mathbf {\Lambda } (w){\begin{pmatrix}ct\\x\end{pmatrix}}}.
Матриця Λ(w) має вигляд {\displaystyle {\begin{pmatrix}p&q\\q&p\end{pmatrix}}}, де p та q задовольняють p2 – q2 = 1, іншими словами (p, q) лежить на одиничній гіперболі. Ці матриці утворюють невизначену ортогональну групу O(1,1) з одновимірною алгеброю Лі, заданою антидіагональною одиничною матрицею. Стрімкість є координатою в цій алгебрі Лі. Відповідна дія може бути відображена на діаграмі Мінковського. У формалізмі матричної експоненти матриця Λ(w) може бути виражена як {\displaystyle \mathbf {\Lambda } (w)=e^{\mathbf {Z} w}}, де Z це антидіагональна одинична матриця, домножена на – 1,
{\displaystyle \mathbf {Z} ={\begin{pmatrix}0&-1\\-1&0\end{pmatrix}}.}
Неважко показати, що
{\displaystyle \mathbf {\Lambda } (w_{1}+w_{2})=\mathbf {\Lambda } (w_{1})\mathbf {\Lambda } (w_{2})}.
Звідси отримуємо корисну адитивну властивість стрімкості: якщо A, B і C це системи відліку, то
{\displaystyle w_{\text{AC}}=w_{\text{AB}}+w_{\text{BC}}}
де wPQ позначає стрімкість системи відліку Q відносно системи відліку P. Простота цієї формули помітно контрастує зі складністю відповідної формули додавання швидкостей.
Фактор Лоренца виражається як cosh w
{\displaystyle \gamma ={\frac {1}{\sqrt {1-v^{2}/c^{2}}}}\equiv \cosh w},
тож, стрімкість w неявно використовується як гіперболічний кут у виразах з перетворення Лоренца з γ та β. Можна зв'язати стрімкості з формулою додавання швидкостей
{\displaystyle u={\frac {u_{1}+u_{2}}{1+{\frac {u_{1}u_{2}}{c^{2}}}}}}
згадавши що
{\displaystyle \beta _{i}={\frac {u_{i}}{c}}=\tanh {w_{i}}}
і таким чином
{\displaystyle {\begin{aligned}\tanh w&={\frac {\tanh w_{1}+\tanh w_{2}}{1+\tanh w_{1}\tanh w_{2}}}\\&=\tanh(w_{1}+w_{2})\end{aligned}}}
Власне прискорення (прискорення, яке «відчуває» об'єкт, що прискорюється) — це швидкість зміни стрімкості відносно власного часу (часу, що вимірюється самим об'єктом, який прискорюється). Таким чином, стрімкість об'єкта в цій системі відліку можна розглядати просто як швидкість цього об'єкта, яка була виміряна без урахування релятивістських ефектів системою інерційної навігації з самого об'єкта, якби він прискорився від стану спокою в цій системі відліку до заданої швидкості.
Часто зустрічається добуток β і γ , що можна пояснити наступним
{\displaystyle {\begin{aligned}\beta \gamma &=\tanh w\cosh w=\sinh w\end{aligned}}}

### Показникові та логаритмічні співвідношення
З наведених вище виразів маємо
{\displaystyle e^{w}=\gamma (1+\beta )=\gamma \left(1+{\frac {v}{c}}\right)={\sqrt {\frac {1+{\tfrac {v}{c}}}{1-{\tfrac {v}{c}}}}},}
і, таким чином
{\displaystyle e^{-w}=\gamma (1-\beta )=\gamma \left(1-{\frac {v}{c}}\right)={\sqrt {\frac {1-{\tfrac {v}{c}}}{1+{\tfrac {v}{c}}}}}.}
або явно
{\displaystyle w=\ln \left[\gamma (1+\beta )\right]=-\ln \left[\gamma (1-\beta )\right]\,.}
Коефіцієнт доплерівського зсуву, що відповідає стрімкості w, становить {\displaystyle k=e^{w}}.

## У більш ніж одному просторовому вимірі
Релятивістська швидкість {\displaystyle {\boldsymbol {\beta }}} пов'язана зі стрімкістю {\displaystyle \mathbf {w} } деякого об'єкта через
{\displaystyle {\mathfrak {so}}(3,1)\supset \mathrm {span} \{K_{1},K_{2},K_{3}\}\approx \mathbb {R} ^{3}\ni \mathbf {w} ={\boldsymbol {\hat {\beta }}}\tanh ^{-1}\beta ,\quad {\boldsymbol {\beta }}\in \mathbb {B} ^{3},}
де вектор {\displaystyle \mathbf {w} } заданий у декартових координатах у тривимірному підпросторі алгебри Лі {\displaystyle {\mathfrak {o}}(3,1)\approx {\mathfrak {so}}(3,1)} групи Лоренца, заданої генераторами бусту (перетворення Лоренца) {\displaystyle K_{1},K_{2},K_{3}} (за повною аналогією з одновимірним випадком {\displaystyle {\mathfrak {o}}(1,1)}, що обговорювався вище), а простір швидкостей представлено відкритою кулею {\displaystyle \mathbb {B} ^{3}} з радіусом {\displaystyle 1}, оскільки {\displaystyle |\beta |<1}. Останнє випливає з факту, що {\displaystyle c} є максимальною можливою швидкістю в теорії відносності (в одиницях, де {\displaystyle c=1}).
Загальна формула для композиції стрімкостей має вигляд
{\displaystyle \mathbf {w} ={\boldsymbol {\hat {\beta }}}\tanh ^{-1}\beta ,\quad {\boldsymbol {\beta }}={\boldsymbol {\beta }}_{1}\oplus {\boldsymbol {\beta }}_{2},}
де {\displaystyle {\boldsymbol {\beta }}_{1}\oplus {\boldsymbol {\beta }}_{2}} позначає релятивістське додавання швидкостей, і {\displaystyle {\boldsymbol {\hat {\beta }}}} є одиничним вектором у напрямку {\displaystyle {\boldsymbol {\beta }}}. Ця операція не є комутативною чи асоціативною. Стрімкості {\displaystyle \mathbf {w} _{1},\mathbf {w} _{2}}, кут між якими дорівнює {\displaystyle \theta }, мають норму {\displaystyle w\equiv |\mathbf {w} |} (звичайна евклідова довжина), що визначається гіперболічною теоремою косинусів,
{\displaystyle \cosh w=\cosh w_{1}\cosh w_{2}+\sinh w_{1}\sinh w_{2}\cos \theta .}
Геометрія простору стрімкостей успадковується від гіперболічної геометрії простору швидкостей. Цю геометрію, у свою чергу, можна вивести із закону додавання релятивістських швидкостей. Стрімкість у двох вимірах, таким чином, може бути наочно візуалізована за допомогою диска Пуанкаре. Геодезичні лінії відповідають сталим прискоренням. Простір стрімкостей у трьох вимірах можна так само помістити в ізометрію за допомогою гіперболоїдної моделі (ізометричної до 3-диска Пуанкаре (або кулі)). Це описується геометрією простору Мінковського.
Результатом композиції двох стрімкостей є не тільки нова стрімкість. Загальне перетворення є композицією обертання, параметризованого вектором {\displaystyle {\boldsymbol {\theta }}}, і перетворення, що відповідає стрімкості, наведеній вище,
{\displaystyle \Lambda =e^{-i{\boldsymbol {\theta }}\cdot \mathbf {J} }e^{-i\mathbf {w} \cdot \mathbf {K} },}
де використовується фізичний запис для експоненціального відображення. Це наслідок правила комутації
{\displaystyle [K_{i},K_{j}]=-i\epsilon _{ijk}J_{k},}
де {\displaystyle J_{k},k=1,2,3,} є генераторами обертання . Це пов'язано з явищем прецесії Томаса .

## У експериментальній фізиці елементарних частинок
Енергія E і модуль імпульсу |p| частинки ненульової маси (спокою) m визначаються як:
{\displaystyle E=\gamma mc^{2}}
{\displaystyle |\mathbf {p} |=\gamma mv.}
З визначення w
{\displaystyle w=\operatorname {artanh} {\frac {v}{c}},}
і таким чином з
{\displaystyle \cosh w=\cosh \left(\operatorname {artanh} {\frac {v}{c}}\right)={\frac {1}{\sqrt {1-{\frac {v^{2}}{c^{2}}}}}}=\gamma }
{\displaystyle \sinh w=\sinh \left(\operatorname {artanh} {\frac {v}{c}}\right)={\frac {\frac {v}{c}}{\sqrt {1-{\frac {v^{2}}{c^{2}}}}}}=\beta \gamma ,}
енергію та модуль імпульсу можна записати як:
{\displaystyle E=mc^{2}\cosh w}
{\displaystyle |\mathbf {p} |=mc\,\sinh w.}
Отже, стрімкість можна обчислити за допомогою енергії та модуля імпульсу
{\displaystyle w=\operatorname {artanh} {\frac {|\mathbf {p} |c}{E}}={\frac {1}{2}}\ln {\frac {E+|\mathbf {p} |c}{E-|\mathbf {p} |c}}=\ln {\frac {E+|\mathbf {p} |c}{mc^{2}}}~.}
Проте вчені у фізиці елементарних частинок часто використовують модифіковане визначення стрімкості відносно осі пучка
{\displaystyle y={\frac {1}{2}}\ln {\frac {E+p_{z}c}{E-p_{z}c}},}
де pz — складова імпульсу вздовж осі пучка. Це стрімкість бусту (перетворення Лоренца) вздовж осі пучка, який переносить спостерігача з системи відліку, пов'язаною з лабораторією, в систему відліку, в якій частинка рухається лише перпендикулярно до пучка. Із цим пов'язана концепція псевдострімкості.
Стрімкість відносно осі пучка також може бути виражена як
{\displaystyle y=\ln {\frac {E+p_{z}c}{\sqrt {m^{2}c^{4}+p_{T}^{2}c^{2}}}}~.}